# Trifsorich de Toul
Trifsorich ou Trisorik de Toul († 532) est le neuvième évêque de Toul.

## Biographie
L'évêque Trifsorich succéda à saint Albaud vers 525, on sait très peu de choses sur lui. 
Lorsque Thierry Ier, roi d'Austrasie et fils de Clovis, ordonna la levée d'un impôt extraordinaire sur toutes les villes de ses états, l'évêque Trifsorich qui prévoyait que Toul serait dans l'impossibilité de fournir sa part entière dans la répartition générale, ayant été épuisé par les dernières guerres, résolut de demander au roi un allégement. Il députa vers lui un de ses diacres qui exposa si éloquemment la position malheureuse des habitants que le roi Thierry, qui d'ailleurs estimait beaucoup Trifsorich, fit à la ville de Toul la remise complète de la contribution à laquelle on l'avait imposée.
Il fut enterré vers 532 dans l'abbaye Saint-Èvre de Toul. Son successeur a été l'évêque Dulcitius.